# Tanguy Nianzou
Tanguy-Austin Nianzou Kouassi (Párizs, 2002. június 7. –), közismert nevén: Tanguy Nianzou, elefántcsontparti származású francia labdarúgó, hátvéd. A La Ligában szereplő Sevilla játékosa, és a francia korosztályos válogatott tagja.

## Pályafutása

### Paris Saint-Germain
2016-ban a Fontainebleau-tól szerződött a PSG utánpótlás csapatába, majd 2017-ben az U17-es, később 2018-ban az U19-es korosztályban kapott lehetőséget.
A felnőttcsapatban 2019-ben a 2019/20-as idény második fordulójában a Stade Rennais ellen nevezték első alkalommal.
December 7-én debütált a Montpellier otthonában, egy 1–3-ra megnyert bajnoki 25. percében Idrissa Gueye-t váltva.
2020. január 22-én a Francia Ligakupa elődöntőn szerezte karrier első találatát a Stade de Reims ellen, a 0–3-s mérkőzés utolsó gólját lőtte a 77. percben.
Február 15-én két gólt szerzett az Amiens elleni 4–4-s bajnokin.

### Bayern München
2020. július elsejétől a bajor klub ingyen megszerezte játékjogát, és négy évre a klub játékosa lett.
Nianzou a bajnokság első hét meccsét sérülés miatt kihagyta, november 28-án lépett pályára első alkalommal a VfB Stuttgart elleni 1–3-as idegenbeli mérkőzés utolsó 21 percében.
Az első gólját 23. mérkőzésén szerezte a Union Berlin elleni 4–0-ra megnyert bajnokin, a találkozó második gólját szerezte.

### Sevilla
2022. augusztus 17-én ötéves szerződést írt alá az andalúz csapattal.
Két nappal később debütált a La Liga 2. fordulójában, egy 1–1-s mérkőzésen a Real Valladolid ellen.
Október 11-én szerezte az első gólját Sevilla színeiben, a Borussia Dortmund ellen.

## Válogatott karrier

### Franciaország
Több korosztályos csapat tagja volt, kiemelkedő eredményei a 2019-es U17-es labdarúgó-Európa-bajnokság volt, ahol a elődöntőig jutottak. Majd ősszel szerepelt a 2019-es U17-es világbajnokságon is, ahol harmadik helyezést ért el a csapattal, és a csapat összes meccsét végigjátszotta.

## Statisztika
2023. április 14-i állapot szerint.
| Klub             | Szezon           | Bajnokság        | Bajnokság | Bajnokság | Kupa  | Kupa  | Nemzetközi | Nemzetközi | Egyéb | Egyéb | Összes | Összes |
| Klub             | Szezon           | Liga             | Mérk.     | Gólok     | Mérk. | Gólok | Mérk.      | Gólok      | Mérk. | Gólok | Mérk.  | Gólok  |
| ---------------- | ---------------- | ---------------- | --------- | --------- | ----- | ----- | ---------- | ---------- | ----- | ----- | ------ | ------ |
| PSG              | 2019/20          | Ligue 1          | 6         | 2         | 5     | 1     | 2          | 0          | —     | —     | 13     | 3      |
| PSG              | Összesen         | Összesen         | 6         | 2         | 5     | 1     | 2          | 0          | —     | —     | 13     | 3      |
| Bayern München   | 2020/21          | Bundesliga       | 6         | 0         | 0     | 0     | 0          | 0          | 0     | 0     | 6      | 0      |
| Bayern München   | 2021/22          | Bundesliga       | 17        | 1         | 1     | 0     | 4          | 0          | 0     | 0     | 22     | 1      |
| Bayern München   | Összesen         | Összesen         | 23        | 1         | 1     | 0     | 4          | 0          | 0     | 0     | 28     | 1      |
| Sevilla          | 2022/23          | La Liga          | 17        | 1         | 5     | 1     | 6          | 1          | —     | —     | 28     | 3      |
| Sevilla          | Összesen         | Összesen         | 17        | 1         | 5     | 1     | 6          | 1          | 0     | 0     | 28     | 3      |
| KARRIER ÖSSZESEN | KARRIER ÖSSZESEN | KARRIER ÖSSZESEN | 46        | 4         | 11    | 2     | 14         | 1          | 0     | 0     | 69     | 7      |

Jegyzetek
1. ↑  Mérkőzése(i) a Coupe de France-ben: 3 
 Mérkőzése(i) a Coupe de la Ligue-ben: 2; egy gól
2. 1 2 3  Mérkőzése(i) a Bajnokok Ligájában
3. ↑  kétszer lépett pályára a(z) Bajnokok Ligájában, és négyszer a(z) Európa Ligában
4. ↑  gólja(i) a(z) BL-ben

## Sikerei, díjai
- Paris Saint-Germain
  - Ligue 1: 2019/20
  - Coupe de France: 2019/20
  - Coupede la Ligue: 2019/20
- Bayern München
  - Bundesliga: 2020/21, 2021/22
  - DFL-Supercup: 2021, 2022
- Sevilla
  - Európa Liga: 2022/23

### A válogatottban
- Franciaország U17
  - 2019-es U17-es világbajnokság

### Egyéni
- Titi d'Or: 2019